# Nîzî
Nîzî (în ucraineană Низи) este o așezare de tip urban din raionul Sumî, regiunea Sumî, Ucraina. În afara localității principale, mai cuprinde și satul Dzerjînske.

## Demografie
Componența lingvistică a așezării de tip urban Nîzî
     Ucraineană (94,54%)
     Rusă (5,12%)
     Alte limbi (0,27%)
Conform recensământului din 2001, majoritatea populației așezării de tip urban Nîzî era vorbitoare de ucraineană (94,54%), existând în minoritate și vorbitori de rusă (5,12%).